# アンドレイ・ポポフ
アンドレイ・ポポフ（モルドバ語：Андрей Попов、ラテン文字表記例：Andrei Popov、1971年1月24日 - ）は、モルドバの外交官、政治家。オーストリア駐箚特命全権大使、静岡県立大学附属広域ヨーロッパ研究センター客員研究員。
共和国議会議員、外務欧州統合省副大臣などを歴任した。

## 来歴

### 生い立ち
1971年に生まれ、ブカレスト大学にて学んだ。歴史学の研究者としての一面も持つ。なお、静岡大学に留学した経験を持つ。

### 外交官として

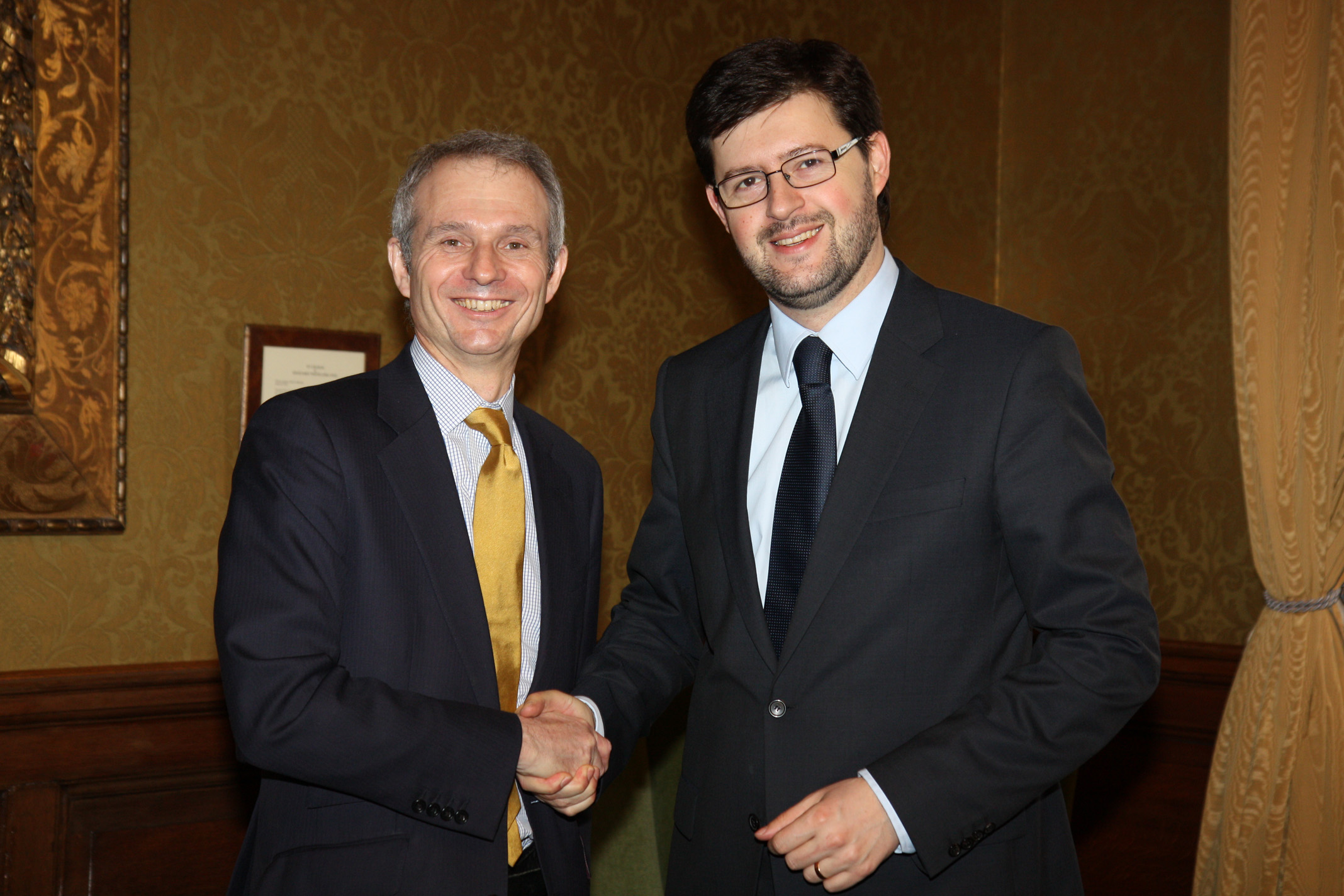
2011年3月18日、ロンドンにて欧州担当閣外大臣デビッド・リディントン（左）と

モルドバの外務欧州統合省に入省し、外交官として活動した。在アメリカ合衆国大使館などでの勤務を経て、外務欧州統合省の要職を歴任した。
2009年、共和国議会議員選挙に立候補し、当選を果たした。議会では民主党に所属した。同年、外務欧州統合省の副大臣に任命された。2012年に日本とモルドバとの外交関係が樹立されてから20周年を迎えたことから、日本を訪問し、外務大臣政務官の浜田和幸との政務協議に臨んだ。
その後、オーストリア駐箚特命全権大使に任命された。それに伴い、在オーストリア大使館の所在するウィーンに赴任した。なお、オーストリアだけでなく、スロバキアも兼轄している。また、静岡県立大学においては、附属広域ヨーロッパ研究センターの客員研究員に就任している。

## 人物
静岡大学に留学していた経験を持ち、静岡県立大学で客員研究員を務めるなど、静岡県に縁が深い。日本の緑茶を愛飲している。

## 家族・親族
父であるミハイ・ポポフも、ソビエト連邦、および、モルドバの外交官として活動した。